# Anshan (Liaoning)
Anshan (chinesisch 鞍山市, Pinyin Ānshān Shì – „Sattelberg-Stadt“) ist eine bezirksfreie Stadt in Nordost-China, in der Provinz Liaoning. Der Asteroid des äußeren Hauptgürtels (3136) Anshan ist nach der Stadt benannt.

## Geographie
Anshan liegt in der Nähe der Stadt Shenyang. Die Einwohnerzahl in der Innenstadt beträgt 1.450.000 (Stand: Zensus 2020), im Verwaltungsgebiet der bezirksfreien Stadt 3.325.372 (Stand: Zensus 2020). Die Fläche beträgt 9.252 km². Die jährliche Regenmenge beträgt 713 mm, die Durchschnittstemperatur 8,5 °C.
Anshan setzt sich aus vier Stadtbezirken, einer kreisfreien Stadt, einem Kreis und einem Autonomen Kreis zusammen (Stand: Zensus 2020):
- Stadtbezirk Tiedong 铁东区, 153 km², 511.574 Einwohner;
- Stadtbezirk Tiexi 铁西区, 143 km², 408.118 Einwohner;
- Stadtbezirk Lishan 立山区, 170 km², 529.275 Einwohner;
- Stadtbezirk Qianshan 千山区, 329 km², 94.729 Einwohner;
- Stadt Haicheng 海城市, 2.576 km², 1.067.905 Einwohner;
- Kreis Tai’an 台安县, 1.390 km², 300.764 Einwohner;
- Autonomer Kreis Xiuyan der Mandschu 岫岩满族自治县, 4.509 km², 413.007 Einwohner.

## Wirtschaft
Anshan ist eines der größten Industriezentren in China, vor allem die Stahlindustrie ist hier stark ausgeprägt. Der integrierte Eisen-und-Stahl-Industriekomplex ist der zweitgrößte Chinas und damit einer der größten der Welt. Man verarbeitet Eisenerz und Kohle, die in der Region abgebaut werden. Gegründet wurde es als 1918 als Anshan Iron & Steel Works, seit 1933 Shōwa Seitetsusho (昭和製鋼所). 1938-45/8 gehörte es zur Manshū Jūkōgyō Kaihatsu.
Mit dem ersten Fünfjahresplan (1953-57) wurde das Stahlkombinat stark ausgebaut. Unter anderem wurden 6 neue Hochöfen, zwei Stahlwerke mit Siemens-Martin-Öfen, 8 Walzwerke sowie Erzaufbereitungs- und Sinteranlagen errichtet. 1957 wurden in Anshan 3,3 Mio. Tonnen Eisen (von den insgesamt in China hergestellten 5,9 Mio. Tonnen) und 2,9 Mio. Tonnen Stahl (von den insgesamt in China hergestellten 5,4 Mio. Tonnen) erzeugt.
Weiterhin gibt es in Anshan noch chemische Industrie und Maschinenbaukomplexe.

## Geschichte
Anshan wurde 1387 gegründet und im 16. Jahrhundert befestigt. Nachdem die Stadt im Boxeraufstand (1900) und im Russisch-Japanischen Krieg (1904–1905) großen Schaden genommen hatte, wurde sie mit breiten Straßen neu angelegt. Die Industrialisierung begann in Anshan um 1918 und beschleunigte sich nach der Okkupation durch Japan 1931. Im zweiten Japanisch-Chinesischen Krieg (1937–1945) wurde Anshan wieder schwer beschädigt und die Industriekomplexe später von der sowjetischen Armee gegen Ende des Zweiten Weltkrieges geplündert. In den 50er Jahren wurde die Stadt wieder neu aufgebaut, diesmal mit neuen modernen Industrieanlagen.
Anshan ist Partnerstadt von Sheffield, Vereinigtes Königreich.
Bevölkerungsentwicklung der Agglomeration laut UN
| Jahr | Einwohnerzahl |
| ---- | ------------- |
| 1950 | 455.000       |
| 1960 | 850.000       |
| 1970 | 813.000       |
| 1980 | 967.000       |
| 1990 | 1.234.000     |
| 2000 | 1.384.000     |
| 2010 | 1.501.000     |
| 2017 | 1.587.000     |

## Persönlichkeiten
- Ann Hui (* 1947), Schauspielerin, Regisseurin, Drehbuchautorin und Filmproduzentin
- Zhang Liang (* 1987), Ruderer
- Ma Long (* 1988), Tischtennisspieler
- Li Junhui (* 1995), Badmintonspieler
- Yuan Licen (* 2000), Tischtennisspieler